# Antosja Rybkin
Antosja Rybkin (russisk: Антоша Рыбкин) er en sovjetisk film fra 1942 af Konstantin Judin.

## Medvirkende
- Boris Tjirkov som Antosja Rybkin
- Marina Ladynina som Larisa Semjonovna
- Vladimir Gribkov som Pal Palytj Kozlovskij
- Ljudmila Sjabalina som Katja Vlasova
- Konstantin Sorokin som Fedja